# ГАМК-оперон

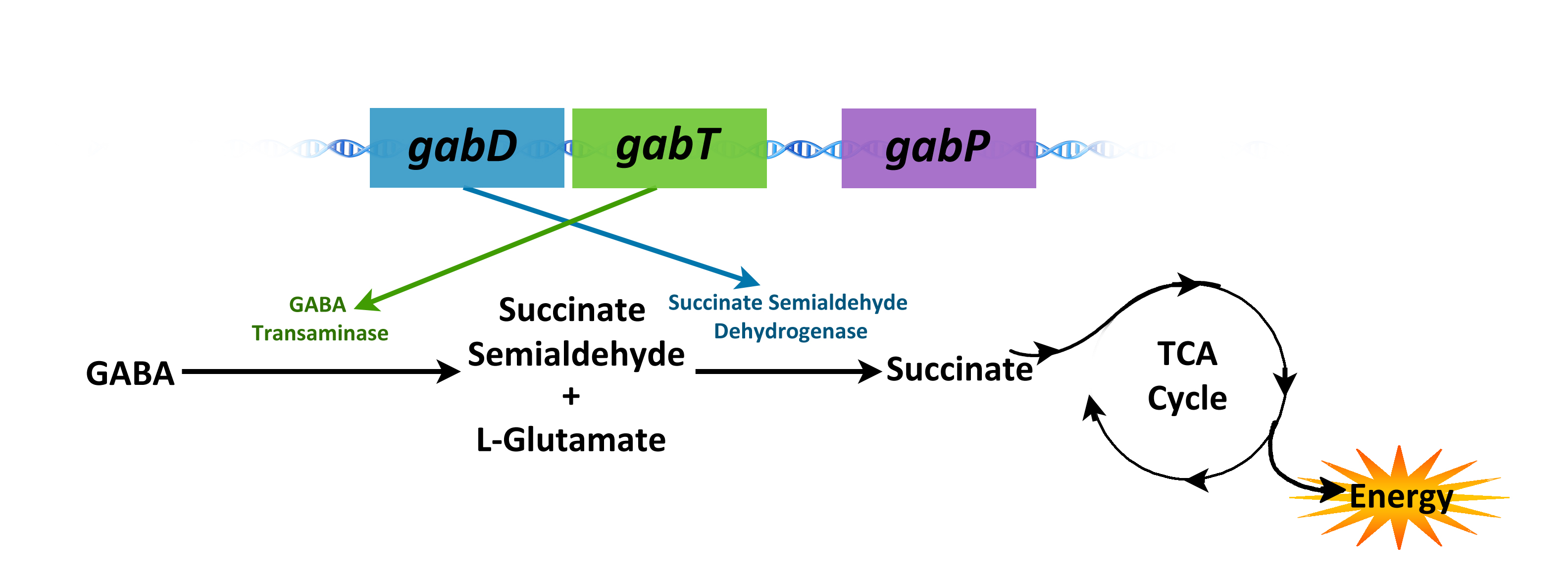
Механизм деградации ГАМК

 ГАМК-оперон  несет ответственность за превращение γ-аминобутирата (ГАМК) в сукцинат.  ГАМК -оперон включает три структурных гена -  gabD ,  gabT  и  gabP ,  которые кодируют сукцинат полуальдегида дегидрогеназы, ГАМК-трансаминазы и ГАМК-пермеазы соответственно. Существует регулирующий ген csiR, ниже  оперона, который кодирует предполагаемый репрессор транскрипции и активируется при ограничении азота.
ГАМК-оперон был выявлен в  кишечной палочке  и значимые гомологи для ферментов были обнаружены в организмах, таких как Saccharomyces cerevisiae, крысы и человека.
Ограничение азота — условие активации генов ГАМК. Ферменты, полученные этими генами  преобразуют ГАМК  в сукцинат, который затем входит в ЦТК, чтобы использоваться в качестве источника энергии. ГАМК-оперон также известен содействием гомеостазу полиаминов в течение роста при ограничении азота и поддержанию высоких концентраций внутреннего глутамата в условиях стресса. 

## Структура
ГАМК-оперон состоит из трех структурных генов:
- gabT : кодирует ГАМК-трансаминазу, которая производит янтарный полуальдегид.
- gabD : кодирует НАДФ-зависимую дегидрогеназу янтарного полуальдегида, который окисляет янтарный полуальдегид до сукцината.
- gabP : кодирует ДНК-специфическую пермеазу.

## Физиологическая значимость оперона
Ген 
GabT кодирует ГАМК-трансаминазу , фермент, который катализирует превращение ГАМК и 2-оксоглутарат в полуальдегид сукцината и глутамата. Полуальдегид сукцината затем окислятся в сукцинат с помощью полуальдегида дегидрогеназы сукцината  (который кодируется геном gabP), тем самым вводя в ЦТК в качестве полезного источника энергии. ГАМК-оперон способствует гомеостазу полиаминов, таких как путресцин в ходе роста при ограниченнии азота. Известно также о его роли в поддержании высоких концентраций внутреннего глутамата в условиях стресса.

## Регуляция

### Дифференцированное регулирование промоторов
Экспрессия генов в опероне управляется тремя дифференциально регулируемыми промоторами,   два из которых управляются RpoS, кодирующим сигма-фактор σS.
- csiDp : — σS-зависимый и активируется исключительно углеродным голоданием, потому что действие цАМФ-CRP существенную активирует σS, содержащую РНК-полимеразу в промоторе csiD.
- gabDp1: — σ70-зависимый и индуцируется многочисленными стрессами.
- gabDp2: — σ70 зависимый  и управляется Nac (управляющими усвоением азота) регуляторными белками, экспрессированными в соответствии с ограничением азота.

### Механизм регулирования

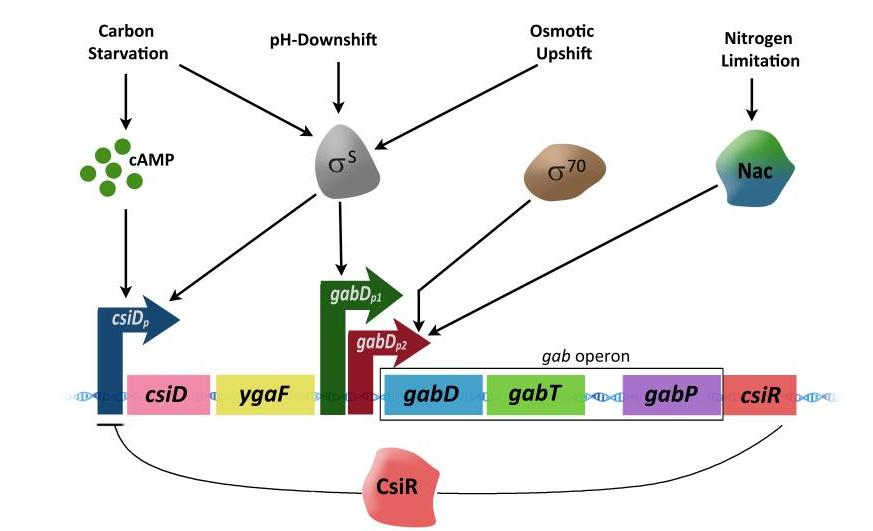
Структура и регуляторный механизм ГАМК-оперона.

#### Активация
Промотор csiD (csiDp) имеет важное значение для экспрессии csiD (генов, индуцированных углеродным голоданием),  ygaF  и ГАМК-генов. СsiDp активирован только в условиях углеродного голодания и стационарной фазы, в течение которой цАМФ накапливается в высоких концентрациях в клетке. Связывание цАМФ с белком рецептора цАМФ (CRP) вынуждает CRP жестко связываться с определенным сайтом ДНК в промоторе 'csiDp, таким образом, активируя транскрипцию генов ниже промотора.
gabDp1 оказывает дополнительное управление   gabDTP  в регионе. gabDp1 активирует σS вызывая условия, такие как гиперосмотические и кислые сдвиги, кроме голодания и стационарной фазы. Промотор gabDp2, с другой стороны, является σ70-зависимым и активируется при ограничении азота. В условиях ограничения азота, регулятор азота Nac связывается с участком, расположенного чуть выше промотора, экспрессирующего гены ГАМК. Гены ГАМК при активации вырабатывают ферменты, которые превращают ГАМК в сукцинат.

#### Репрессия
Наличие азота активирует ген csiR, расположенный ниже  гена  gabP . Ген csiR кодирует белок, который действует как репрессор транскрипции для csiD-ygaF-ГАМК оперонов, следовательно, отключая деградацию пути ГАМК.

## Аналоги эукариот
Деградации путей ГАМК существует почти во всех эукариотических организмах и происходит под действием аналогичных ферментов. Хотя, ГАМК в кишечной палочке в основном используется в качестве альтернативного источника энергии,  ГАМК в высших эукариотических организмах выступают в качестве тормозящего нейромедиатора , а также в качестве регулятора мышечного тонуса. Пути деградации ГАМК у эукариот несут ответственность за инактивацию ГАМК.